# Bisdom Alcalá de Henares
Het bisdom Alcalá de Henares (Latijn: Dioecesis Complutensis) is een rooms-katholiek bisdom met als zetel Alcalá de Henares in Spanje. Het bisdom is suffragaan aan het aartsbisdom Madrid.

## Geschiedenis
Op de locatie van het huidige Alcalá de Henares lag de Romeinse stad Complutum. Deze stad had vanaf de 4e of 5e eeuw een bisschopszetel. Na de islamitische verovering van het Iberisch Schiereiland in de 8e eeuw viel Spanje onder islamitische heerschappij en zetelden de bisschoppen niet meer in de stad. Eind 15e eeuw werd het gebied heroverd door de christenen maar werd het bisdom niet opnieuw opgericht. Het gebied viel voortaan onder het aartsbisdom Toledo. In 1885 werd het bisdom Madrid-Alcalá opgericht, het huidige aartsbisdom Madrid. Het bisdom Alcalá de Henares werd opgericht op 23 juli 1991, uit delen van het aartsbisdom Madrid. Het kreeg de Latijnse naam Dioecesis Complutensis, naar de Romeinse naam van de stad. 

## Parochies
Het bisdom had in 2020 een oppervlakte van 2.583 km2 en telde 833.419 inwoners waarvan 87,2% rooms-katholiek was.

## Bisschoppen
- Manuel Ureña Pastor (23 juli 1991 - 1 juli 1998)
- Jesús Esteban Catalá Ibáñez (27 april 1999 - 10 oktober 2008)
- Juan Antonio Reig Pla (7 maart 2009 - 21 september 2022)
- Antonio Prieto Lucena (1 april 2023 - heden)

## Trivia
- Het bisdom heeft een eigen rockband La Voz del Desierto, die bestaat uit drie priesters en vier leken.

## Galerij van afbeeldingen

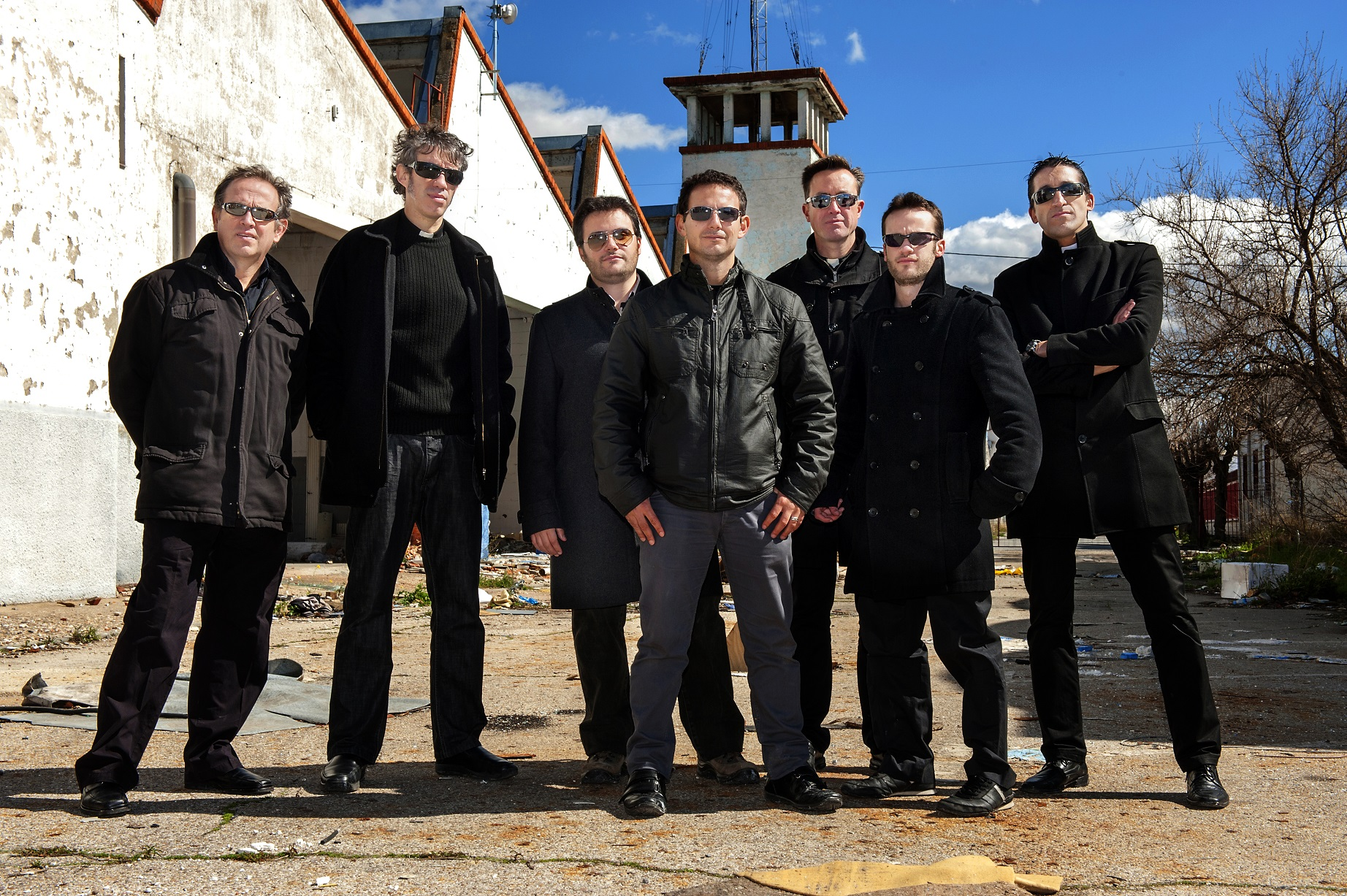
Katholieke rockband La Voz del Desierto in 2013
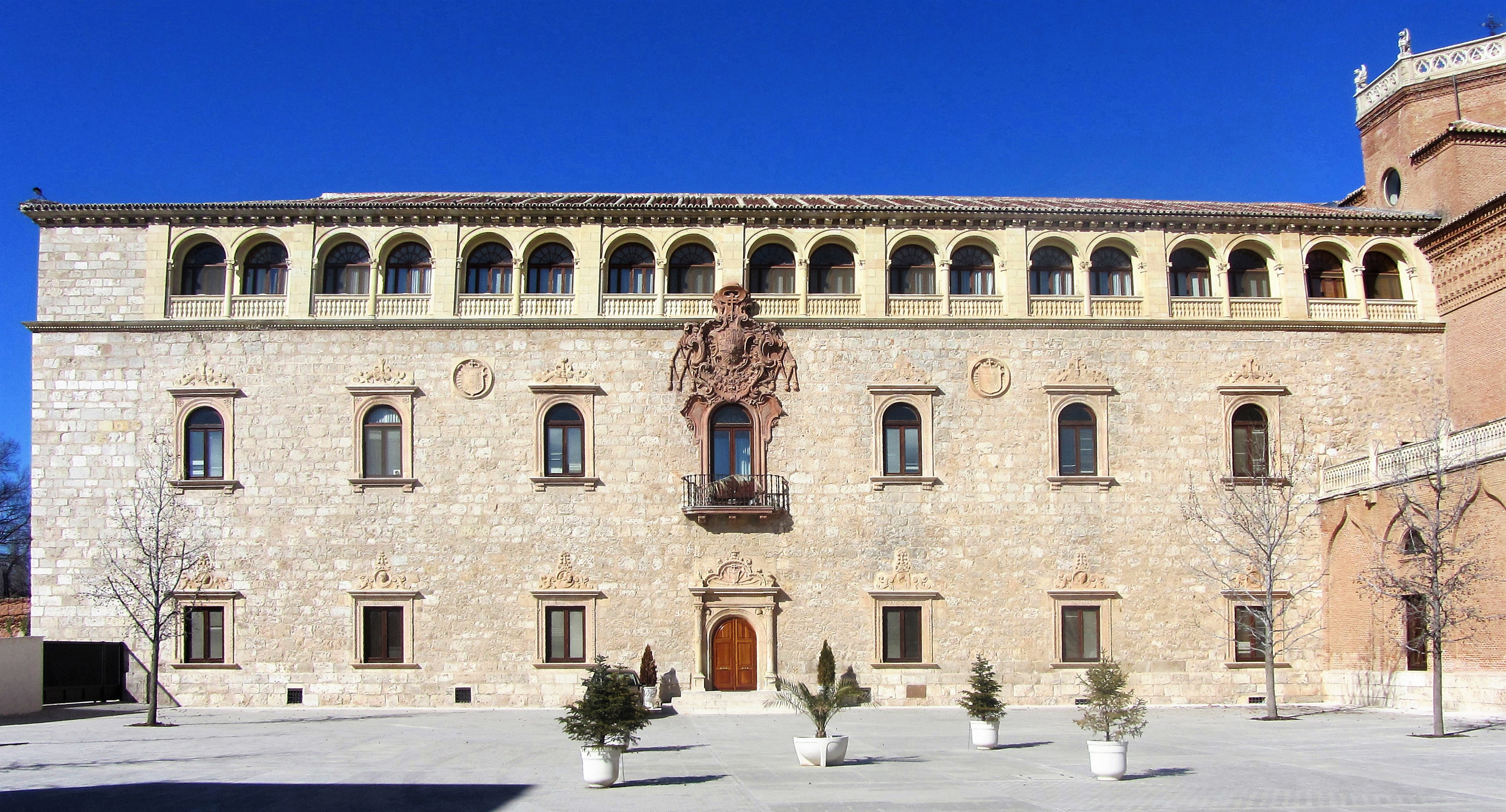
Voormalig aartsbisschoppelijk paleis (werelderfgoed)
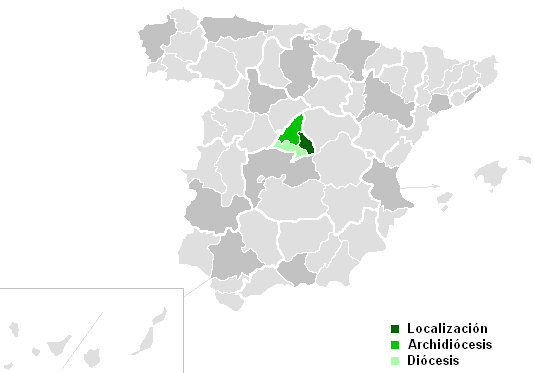
Landkaart van bisdommen in Spanje met in groen het bisdom Alcalá de Henares binnen de kerkprovincie Madrid

Madrid (aartsbisdom) · Alcalá de Henares · Getafe